# Borkenkletterer
Die Borkenkletterer (Crateromys) sind eine Gattung sehr großer Nagetiere der Philippinen. Im Englischen sind sie wegen ihres Habitats in der Wipfelregion von Bergregenwäldern unter Namen wie Cloudrunner oder Cloud rats (Wolkenläufer, Wolkenratten) bekannt.
Es sind vier Arten dieser Gattung bekannt. Nur eine (Schadenbergs Borkenratte) ist einigermaßen gut erforscht, die anderen drei sind weitgehend rätselhafte Raritäten:
- Schadenbergs Borkenratte (Crateromys schadenbergi) auf Luzon,
- Dinagat-Borkenratte (Crateromys australis) auf Dinagat,
- Ilin-Borkenratte (Crateromys paulus) auf Ilin und
- Panay-Borkenratte (Crateromys heaneyi) auf Panay

## Schadenbergs Borkenratte
Nach den Riesenborkenratten (Phloeomys) ist dies das größte Nagetier der Philippinen. Seine Kopfrumpflänge beträgt 33 bis 39 Zentimeter, hinzu kommen 36 bis 47 Zentimeter Schwanz. Das außerordentlich dichte und wollige Fell ist sehr variabel. Meistens ist es an der Oberseite braun oder schwarz und unterseits grau. Oft gibt es weiße Flecken oder einen breiten weißen Querstreifen im Schulterbereich. Der Schwanz ist stark behaart und buschig, was in der Familie der Langschwanzmäuse in diesem Ausmaß einmalig ist.
In den nördlichen Bergregenwäldern der Insel Luzon ist Schadenbergs Borkenratte recht häufig. Da das Verbreitungsgebiet sehr begrenzt ist und der Wald außerdem durch Abholzung bedroht ist, wird sie von der IUCN dennoch als „stark gefährdet“ (endangered) geführt. Sie ist nachtaktiv und schläft tagsüber in Baumhöhlen. Ihre Rufe sind so schrill und hoch, dass sie an die Lautgebungen von Zikaden erinnern. Die Nahrung sind Baumrinde, Knospen und Früchte. Wegen ihres Fells wird diese Borkenratte von manchen Einheimischen bejagt; der Pelz wird dann auf lokalen Märkten verkauft.

## Die weiteren Arten
Die Dinagat-Borkenratte ist nur von einem einzigen Exemplar bekannt, das auf der Insel Dinagat (nördlich von Mindanao) gefunden wurde. Mit einer Kopfrumpflänge von 26 Zentimeter und einem 28 Zentimeter langen Schwanz ist sie deutlich kleiner als Schadenbergs Borkenratte. Weiteres ist über die Art nicht bekannt. Die IUCN listet sie als „vom Aussterben bedroht“ (critically endangered).
Erst 1996 wurde die Panay-Borkenratte als letzte der Arten beschrieben. Wenige Exemplare dieses sehr seltenen Tieres wurden in den westlichen Bergen der Insel Panay gefunden. Sie waren etwa ebenso groß wie die vorgenannte Art und hatten eine braune Fellfarbe. Diese Art ist „stark gefährdet“ (endangered)
Auch die Ilin-Borkenratte ist von nur einem Exemplar bekannt, das auf der winzigen Insel Ilin südlich von Mindoro gefunden wurde. Der Zoologe Pritchard suchte 1988 das Eiland nach weiteren Exemplaren ab, fand aber keine und erklärte hiernach die rätselhafte Art für ausgestorben. Unbestätigte Berichte deuten aber darauf hin, dass diese Art auch auf Mindoro selbst heimisch ist, von wo bisher keine Borkenkletterer bekannt waren. Das einzige bekannte Exemplar hatte eine Kopfrumpflänge von 25 Zentimeter und einen 21 Zentimeter langen Schwanz. Das Fell war oberseits graubraun und unterseits weiß.

## Systematik
Früher wurden die Borkenkletterer den mittlerweile aufgelösten „Borkenratten“ zugerechnet. Heute werden sie in die Phloeomys-Gattungsgruppe eingeordnet, eine urtümliche, auf den Philippinen verbreitete Radiation der Altweltmäuse.